# Гото Сёдзиро
Гото Сёдзиро (яп. 後藤象二郎 гото: сё:дзиро:, 13 апреля 1838, Коти — 4 августа 1897, Хаконе, Канагава)) — японский государственный и политический деятель.

## Биография
Родился в семье самурая из княжества Тоса. Активно участвовал в незавершённой революции 1867—1868 годах, был одним из вождей движения за свержение сёгуната Токугава. В 1871 году был назначен императором Мэйдзи на пост председателя левой палаты Дайдзёкана. В 1873 году покинул правительство в знак протеста против отказа императора начать войну с Кореей.
В 70 — 80-х годах XIX века был одним из лидеров либерального движения, возглавлял группировку так называемой «новой буржуазии» в партии Дзиюто. С конца 80-х годов Гото Сёдзиро за объединение с консервативными элементами с целью разработки общей как внутренней политики, направленной на сохранение стабильности в Японии, так и внешней политики, подготавливающей почву для японской территориальной экспансии. Эта позиция Гото Сёдзиро явилась базовой для соглашения между либеральной оппозицией и японским правительством. В связи с этим Гото неоднократно (в 1889, 1891 и 1892 годах) занимал министерские посты.